# Lac Shawinigan
Lac Shawinigan är en sjö i Kanada.   Den ligger i regionen Mauricie och provinsen Québec, i den sydöstra delen av landet, 240 km nordost om huvudstaden Ottawa. Lac Shawinigan ligger 324 meter över havet. Arean är 3,1 kvadratkilometer. Den sträcker sig 2,3 kilometer i nord-sydlig riktning, och 5,7 kilometer i öst-västlig riktning.
I omgivningarna runt Lac Shawinigan växer i huvudsak blandskog. Runt Lac Shawinigan är det mycket glesbefolkat, med 2 invånare per kvadratkilometer.